# Intersos
 (janvier 2024).
Si vous disposez d'ouvrages ou d'articles de référence ou si vous connaissez des sites web de qualité traitant du thème abordé ici, merci de compléter l'article en donnant les références utiles à sa vérifiabilité et en les liant à la section « Notes et références ».

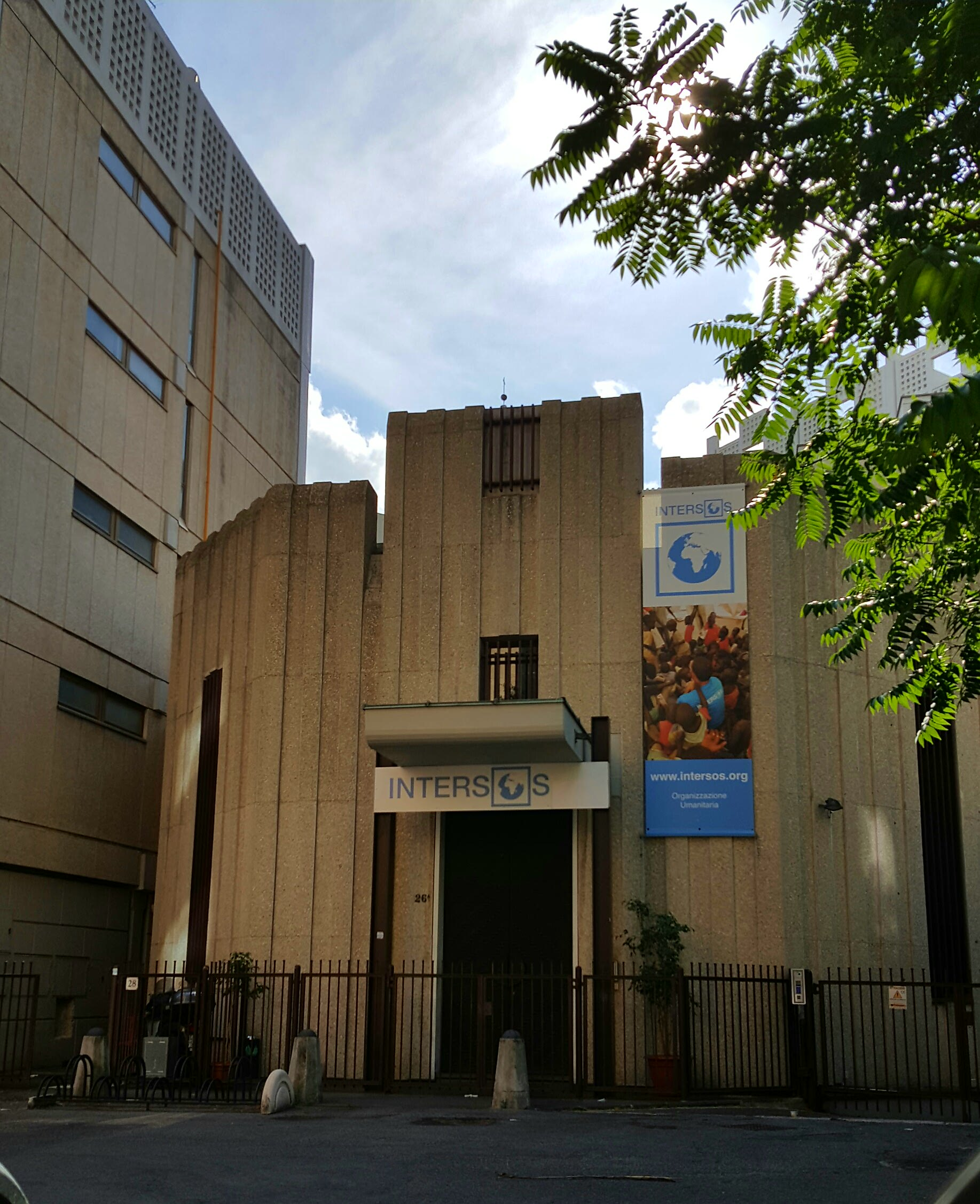
Le siège d'Intersos

INTERSOS est une organisation non gouvernementale internationale italienne créée en 1992. 
Elle intervient dans des situations d'urgence et de crise afin d'apporter une aide immédiate aux personnes dont la vie est menacée par les conflits, la violence, l'extrême pauvreté, les catastrophes naturelles ou humaines.
INTERSOS est une organisation indépendante, collaborant avec de nombreuses associations et organisations dans les pays où elle intervient, ainsi qu'avec les principales institutions et agences européennes et internationales. Elle est membre de l'ICVA, de VOICE, de LINK 2007, possède un statut consultatif auprès du Conseil économique et social des Nations Unies et un statut d'observateur auprès de l'Organisation internationale pour les migrations.

## Activités
INTERSOS gère des projets, directement ou en collaboration avec d'autres organisations humanitaires, pour fournir une assistance en Italie et à l'étranger dans des situations d'urgence humanitaire. Les secteurs d'intervention comprennent la protection, l'eau et l'hygiène, la distribution d'urgence et les abris, la santé et la nutrition, la sécurité alimentaire et l'éducation dans les situations d'urgence
INTERSOS a également mis en place des programmes de déminage antipersonnel.